# Aclista evadne
Aclista evadne är en stekelart som beskrevs av Nixon 1957. Aclista evadne ingår i släktet Aclista, och familjen hyllhornsteklar. Arten är reproducerande i Sverige.